# M11
М11 (също познат като NGC 6705) е разсеян звезден куп в съзвездието Щит. Съдържа над 2900 звезди, което го прави един от най-богатите и компактни разсеяни звездни купове в галактиката.
Открит е от германския астроном Готфрид Кирх през 1681 година.
В Нов общ каталог се води под номер NGC 6705.
Разстоянието до М11 e изчислено на около 6200 светлинни години.